# Línea de ferrocarril Ceuta-Benzú
El ferrocarril Ceuta-Benzú surgió de la necesidad de levantar el puerto de Ceuta, y se mantuvo activa hasta la finalización de la construcción del puerto.

## Características
La línea Ceuta-Benzú tenía un trazado total de 6 km desde su inicio en el puerto de Ceuta hasta Benzú. El trazado tenía un ancho de vía métrico (1000 mm). Las características técnicas eran las mismas que las de la Línea de ferrocarril Ceuta-Tetuán ya que fue precursora de esta línea, y estuvo conectada con ella.

## Historia

### Construcción
Este ferrocarril surgió de la necesidad de construir el puerto de Ceuta, cuyas obras empezarían en el año 1909. Fue la Junta de Obras del Puerto de Ceuta, con autorización del Ministerio de Guerra, la que se encargó de ejecutar el trazado y construcción de esta línea desde el futuro emplazamiento del puerto hasta la cantera de Benzú, de donde se sacaría la piedra para levantar muelles y escolleras. La ejecución se la línea fue llevada a cabo por 400 obreros en un plazo de 8 meses.
El ferrocarril fue inaugurado por el director de Obras públicas Luis Armiñán Pérez el 1 de julio de 1910, con idea de una futura ampliación de la línea hasta Tánger.
Finalizado el puerto, se optó por la habilitación de una carretera de circunvalación de Ceuta hasta Benzú usando el trazado del ferrocarril, lo que es hoy la N-354.

## Características
La línea Ceuta-Tetuán tenía un trazado total de 6,8 km desde su inicio en el puerto de Ceuta hasta la cantera de Benzú. El trazado tenía un ancho de vía métrico (1000 mm).

### Parque Móvil

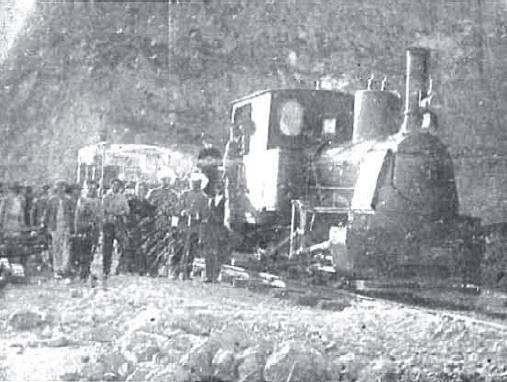
Inauguración del ferrocarril a Benzú (revista Nuevo Mundo, 1910)

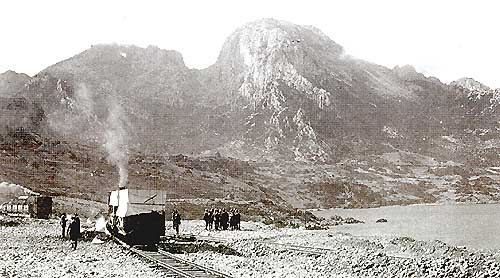
Tren hacia Benzú sobre el año 1911

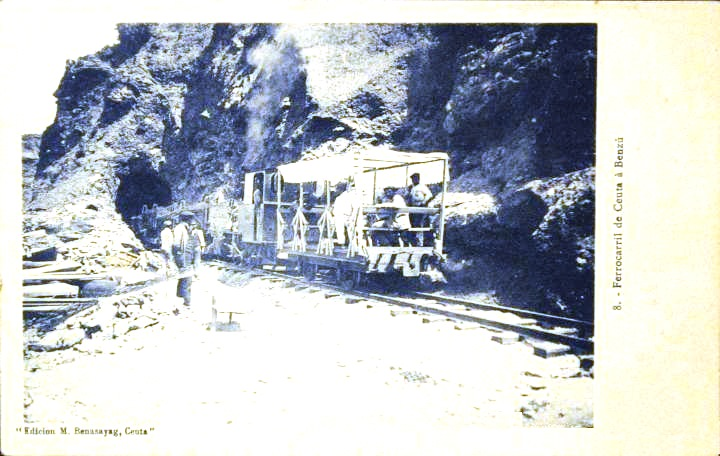
Túnel en el ferrocarril de Benzú

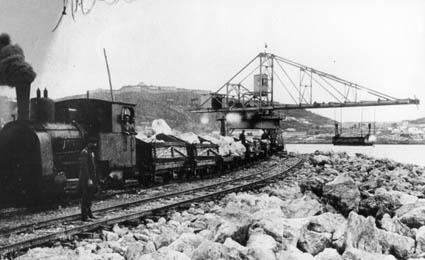
Locomotora en la escollera del puerto de Ceuta (Revista Hispano Africana, enero de 1922)

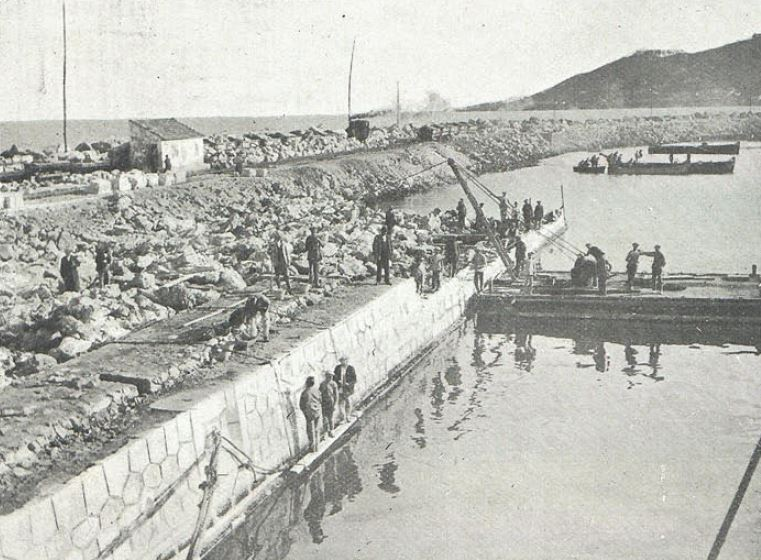
Construcción del puerto de Ceuta, al fondo una locomotora (1922)

Se utilizaron diferentes locomotoras de vapor, aunque casi todas eran del mismo fabricante y modelo, las alemanas Orenstein & Koppel 0-2-0-T
| Núm | Nombre  | Rodaje   | Fabricante         | Año de Fab. | N.º de Fab. |
| --- | ------- | -------- | ------------------ | ----------- | ----------- |
| 1   | Ceuta 1 | 0-2-0-T  | Orenstein & Koppel | 1912        | 5809        |
| 2   | Ceuta 2 | 0-2-0-T  | Orenstein & Koppel | 1913        | 5963        |
| 3   | Ceuta 3 | 0-2-0-T  | Orenstein & Koppel | 1925        | 11036       |
| 4   | Ceuta 4 | 0-2-0-T  | Orenstein & Koppel | 1925        | 12028       |
| 5   | Ceuta 5 | 0-2-0-T  | Orenstein & Koppel | 1929        | 12029       |
| 8   | Ceuta 8 | 0-2-0-ST | Manning Wardle     | *           | *           |
| *   | *       | 0-3-0-T  | Orenstein & Koppel | *           | *           |

### Paradas
Las paradas del recorrido fueron las siguientes:
| Parada                                  | P.K. |
| --------------------------------------- | ---- |
| Muelle                                  | 0,0  |
| Calamocarro (Barracón de mantenimiento) | 4,7  |
| Cantera de Benzú                        | 6,8  |

### Cancelación
Una vez acabado el puerto, no tuvo sentido seguir manteniendo la línea y fue desmantelada.

### El tramo después del cierre

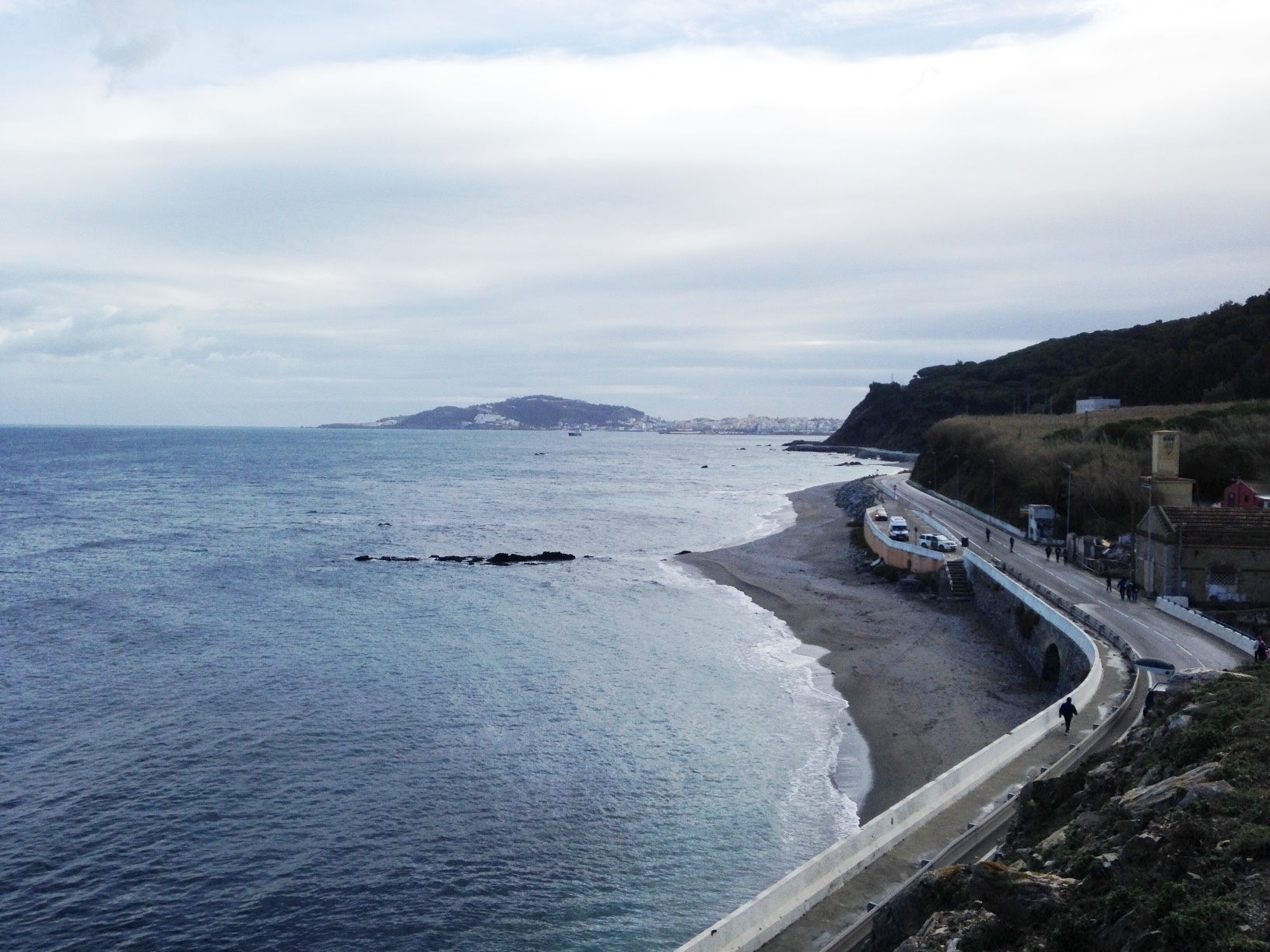
N-354 a su paso por el antiguo barracón de reparaciones de Calamocarro

Lo único que quedó después del cierre fue su antiguo trazado, sobre el que ahora discurre la N-354, y el antiguo barracón de reparaciones en la playa de Calamocarro, hoy abandonado.